# كلوستريديوم جوزوي
كلوستريديوم جوزوي (نسبة إلى الأحرف الأربعة الأولى من أسماء المؤلفين أي josu وأضيف الحرف الأخير للإشارة إلى حالة المضاف إليه) هو نوع من البكتيريا من فصيلة كلوستريدياسيا.